# Abba-esque
ABBA-esque es el tercer EP publicado por el dueto inglés de synth pop Erasure, en su caso específico como homenaje al grupo sueco ABBA.

Fue número uno en el Reino Unido y puso de moda otra vez al grupo ABBA, que ya estaba separado hacía años.

Take a Chance on Me fue elegido como corte de difusión pero BBC Radio 1 usó Lay All Your Love On Me en vez de este.

## Lista de temas
| CD Sencillo (CDMUTE144) / (INT 826.730) / (Elektra 961386-2) 1. "Lay All Your Love On Me" 4:44 2. "SOS" 3:45 3. "Take A Chance On Me" 3:46 4. "Voulez Vous" 5:30 CD Sencillo (LCDMUTE144) / (INT 826.737) 1. Voulez Vous (Brain Stem Death Test Mix) 5:46 2. Lay All Your Love On Me (No Panties Mix) 5:10 3. Take A Chance On Me (Take A Trance On Me Mix) 13:24 4. SOS (Perimeter Mix) 5:17 12″ Vinilo (12MUTE144) / (INT 126.730) 1. Lay All Your Love On Me 4:44 2. SOS 3:45 3. Take A Chance On Me 3:46 4. Voulez Vous 5:30 | 12″ Vinilo (L12MUTE144 / (INT 126.737) 1. Voulez Vous (Brain Stem Death Test Mix) 5:46 2. Lay All Your Love On Me (No Panties Mix) 5:10 3. Take A Chance On Me (Take A Trance On Me Mix) 13:24 4. SOS (Perimeter Mix) 5:17 CD Sencillo (Edición especial)(CDMUTE14456) 1. "Lay All Your Love On Me" 4:45 2. "SOS" 3:45 3. "Take A Chance On Me" 3:46 4. "Voulez Vous" 5:32 5. "Gimme! Gimme! Gimme!" 3:43 7″ Vinyl (MUTE144) / (INT 111.899) 1. Lay All Your Love On Me 4:44 2. SOS 3:45 3. Take A Chance On Me 3:46 4. Voulez Vous 5:30 Casete (CMUTE144) / (Elektra 61386-4) 1. Lay All Your Love On Me 4:44 2. SOS 3:45 3. Take A Chance On Me 3:46 4. Voulez Vous 5:30 |

## Créditos
Todos los temas fueron escritos por Benny Andersson y Björn Ulvaeus, excepto "SOS" escrito por Stig Anderson, Benny Andersson y Björn Ulvaeus. El rap adicional de Take a Chance on Me fue escrito e interpretado por MC Kinky.

## Datos adicionales
Abba-esque fue el punto de partida para un renacimiento y redescubrimiento de ABBA. Debido a esto, en septiembre PolyGram editó un compilado llamado ABBA Gold que terminaría por convertirse en el álbum más exitoso de la banda sueca.

Si bien fue un gran éxito en la carrera de Erasure, por otro lado, la imagen del grupo sufrió en el futuro por haber sido sindicados por algunos críticos como una banda de covers.

Esta no fue la primera vez que Erasure hizo covers de Abba, en el sencillo Oh L'amour había hecho lo propio con Gimme! Gimme! Gimme! (Andersson/Ulvaeus) que viene precedido por una parte de Money, Money, Money (Andersson/Ulvaeus/Anderson)-. En presentaciones en vivo también incluyeron la intro de Mamma Mia.

## ABBA-esque (the remixes)
Paralelamente se editó un EP con remezclas de los mismos cuatro temas que aparecen en el EP original.

## Lista de temas
| Abba-esque (the remixes) |                                                 |                                   |          |  |
| N.º                      | Título                                          | Escritor(es)                      | Duración |  |
| 1.                       | «Voulez Vous» (Brain Stem Death Test Mix)       | (Andersson/Ulvaeus)               | 5:45     |  |
| 2.                       | «Lay All Your Love On Me» (No Panties Mix)      | (Andersson/Ulvaeus)               | 5:09     |  |
| 3.                       | «Take A Chance On Me» (Take A Trance On Me Mix) | (Andersson/Ulvaeus)               | 13:23    |  |
| 4.                       | «S.O.S.» (Perimeter Mix)                        | (Stig Anderson/Andersson/Ulvaeus) | 5:18     |  |

## Créditos
1.Voulez Vous (Brain Stem Death Test Mix)

- Ingeniería: Deptford Dave
- Asistente de ingeniería: Stan Loubieres
- Remezcla: Fortran 5

2.Lay All Your Love On Me (No Panties Mix)

- Ingeniería: Deptford Dave
- Asistente de ingeniería: Stan Loubieres
- Voces adicionales [Habladas]: John McRobbie

3.Take A Chance On Me (Take A Trance On Me Mix)

- Ingeniería: Stan Loubieres
- Asistente de ingeniería: Kevin Paul
- Rap interpretado y escrito por: MC Kinky
- Remezcla y producción adicional: Phil Kelsey

4.S.O.S. (Perimeter Mix)

- Remezcla: Chris & Cosey

## Abba-esque Videos
Abba-esque es un VHS que contiene los videos de las cuatro canciones aparecidas en el álbum del mismo nombre

## Lista de temas
1. "Lay All Your Love On Me" 	4:44
2. "SOS" 	3:45
3. "Take A Chance On Me" 	3:46
4. "Voulez Vous" 	5:30

## Créditos
Todos los temas escritos por Benny Andersson y Björn Ulvaeus, excepto SOS escrito por Stig Anderson, Benny Andersson y Björn Ulvaeus.El rap adicional de Take a Chance on Me fue escrito e interpretado por MC Kinky.

Fotografía: Lewis Mulatero.

Diseño de arte por Me Company.

## Datos adicionales
Abba-esque fue tan exitoso que Mute Records decidió hacer un video por cada tema que figura en el álbum. Para ello se editó el VHS.